# Harrison Ford
Harrison Ford, född 13 juli 1942 i Chicago, Illinois, är en amerikansk skådespelare och filmproducent. Fords karriär sträcker sig över sju decennier och han fick sitt stora genombrott med rollen som Han Solo i den episka rymdsagan Stjärnornas krig (1977). Han cementerade framgångarna i rollen som Indiana Jones i äventyrsfilmserien som inleddes med Jakten på den försvunna skatten (1981) och med rollen som Rick Deckard i Blade Runner (1982). Bland Harrison Fords övriga filmer märks Sista natten med gänget (1973), Avlyssningen (1974), Vittne till mord (1985), Working Girl (1988), Patrioter (1992), Jagad (1993), Påtaglig fara (1994), Sabrina (1995), Air Force One (1997), Sex dagar sju nätter (1998), Dolt under ytan (2000), 42 (2013) och Blade Runner 2049 (2017). 

## Biografi

### Uppväxt
Harrison Ford föddes på Swedish Covenant Hospital i Chicago, Illinois. Hans mor, Dorothy Nidelman (1917–2004), var en före detta radioskådespelare och hans far, John William Christopher Ford (1906–1999), var reklamchef och före detta skådespelare. Harrisons morföräldrar, Anna Lifschutz och Harry Nidelman, var ashkenaziska judar och immigrerade från Minsk i dåvarande Kejsardömet Ryssland. Hans farföräldrar, Florence Veronica Niehaus och John Fitzgerald Ford, hade tyskt och irländskt katolskt påbrå. Han har också en yngre bror, Terence född 1945. När Ford senare blev frågad om vilken religion han och hans bror blev uppfostrad i, svarade han: "demokrat", han fortsatte mer allvarligt att de var uppfostrade att vara: "liberaler av varje rand". När han blev frågad om hur hans judiska och irländska arv påverkat honom svarade han: "Som man har jag alltid känt mig irländsk, som skådespelare har jag alltid känt mig judisk".
Ford var pojkscout och medlem i Boy Scouts of America, där han uppnådde den näst högsta graden Life Scout. Han arbetade på en scoutkår i Illinois vilket inspirerade Steven Spielberg att skildra karaktären Indiana Jones som en Life Scout i Indiana Jones och det sista korståget (1989). Ford fick sin examen från Maine East High School i Park Ridge i Illinois 1960. Han var där den första studenten att sända i skolans nya radiostation, WMTH och var dess första sportkommentator under sitt sista år. Han fortsatte sina studier vid Ripon College i Wisconsin med inriktningen filosofi. Han var medlem i Sigma Nu-föreningen. I ett försök att bli kvitt sin blyghet tog Ford en dramakurs under sin sista termin på skolan, där blev han fascinerad av skådespelande. Han blev tre dagar innan sin examen reglerad då han blev påkommen för plagiat.

### Tidig karriär
Ford deltog sommaren efter college, 1964 i en teatergrupp i Delaven i Wisconsin. Därefter flyttade han till Los Angeles och fick där ett nyintroducerat talangavtal med filmbolaget Columbia Pictures. Genom avtalet fick han en del statistroller även om de flesta blev bortklippta. De få som blev kvar i film finns det knapphändiga källor på. Hans första kända roll blev en okrediterad i Storslam i Los Angeles (1966). Efter att sedan ha förolämpat producenten Jerry Tokofsky hamnade han längst ner på kontaktlistan. De hamnade i ytterligare en dispyt och Ford fick sparken från sitt talangavtal. Ford fick ytterligare en okrediterad roll i I k-ä-ä-ä-raste laget (1967) och i westernfilmen Han red för att hämnas (1967) blev han krediterad som Harrison J. Ford. Då Ford inte har något mellannamn var J:et påhittat av filmstudion för att inte blanda ihop Ford med stumfilmsskådespelaren Harrison Ford som syntes i över 80 filmer mellan 1915 och 1932 och dog 1957.
Ford gjorde sig snabbt av med det extra J:et och fick jobb via filmbolaget Universal Studios med mindre roller i TV-serier som Mannen från Virginia (1967), Brottsplats: San Francisco (1967), My Friend Tony (1969), The F.B.I. (1969), Love, American Style (1969) och Krutrök (1972). Han syntes också i westernfilmen Helvetets utpost (1968) och hade en okrediterad icke talande roll i Michelangelo Antonionis Zabriskie Point (1970). Han följde också med på bandet The Doors turné 1968 som kameraman. Den franska regissören Jacques Demy ville ha Ford, i det som skulle bli hans första, huvudroll i Model Shop (1969) men chefen på Columbia Pictures hade hört om Fords dispyt med producenten Tokofsky och trodde inte han hade "någon framtid" inom film och krävde en mer erfaren skådespelare av Demy. Rollen gick i slutändan till Gary Lockwood men Ford har senare sagt att det ändå var en positiv upplevelse eftersom Demy visade tilltro till honom.
Otillfredsställd med de roller som erbjöds, tog Ford istället jobb som självlärd snickare för att försörja sin fru och två unga söner. Hans klienter blev bland annat författarna Joan Didion och John Gregory Dunne, vilka bodde vid stranden i Malibu. Ford och hans fru blev vänner med författarparet och han medverkade senare i dokumentären Joan Didion: The Center Will Not Hold (2017). Han fick genom Didion även ett snickararbete hos Fred Roos. Från att nyligen ha arbetat med Gudfadern (1972), var det castingagenten och producenten Roos som övertalade regissören George Lucas att låta Ford provläsa för rollen som Bob Falfa i Sista natten med gänget (1973). Filmen blev en stor framgång och gav Ford bred uppmärksamhet. Han och Lucas vänskap skulle också bli betydelsefull för Fords karriär. När regissören Francis Ford Coppola samtidigt njöt av sina framgångar av Gudfadern kostade han på sig en renovering av sitt kontor, vilket Ford blev anställd till att genomföra. Därigenom fick han två mindre roller i regissörens nästa filmer Avlyssningen (1974) och Apocalypse (1979). I den sistnämnda spelade han en överste vid namn G. Lucas.

### Stjärnornas krig, Indiana Jones och Blade Runner
Lucas, som är nära vän till Coppola kom ofta på besök under Fords renoveringar av kontoret, och frågade honom en dag om han ville hjälpa till att läsa repliker med tilltänkta skådespelare inför sin nästa film, rymdoperan Stjärnornas krig (1977). Under arbetets gång blev Lucas till slut övertygad om att det var Ford som skulle spela rollen som Han Solo. Stjärnornas krig blev en av tidernas mest framgångsrika och inflytelserika filmer genom tiderna och gjorde Ford och hans medspelare Mark Hamill och Carrie Fisher världsberömda. Genom sitt nyvunna kändisskap fick han större roller. Redan när ryktet inom branschen spreds att han fått en stor roll i en Lucas-film fick han en av huvudrollerna i dramat Hjältar som släpptes samma år. Han tog sedan birollen i krigsfilmen Styrka 10 från Navarone (1978) för att passa på att få roller, något som det varit skralt med innan Stjärnornas krig. Han ville också undvika att fastna i science fiction roller. Han har senare också bekräftat att han tog rollen till stor del för pengarna. Ford återvände till rollen som Han Solo redan i TV-specialen Stjärnornas krig och fred (1978) som av både kritiker och fans till filmserien blivit hånad. Den har aldrig ansetts vara en del av filmserien.

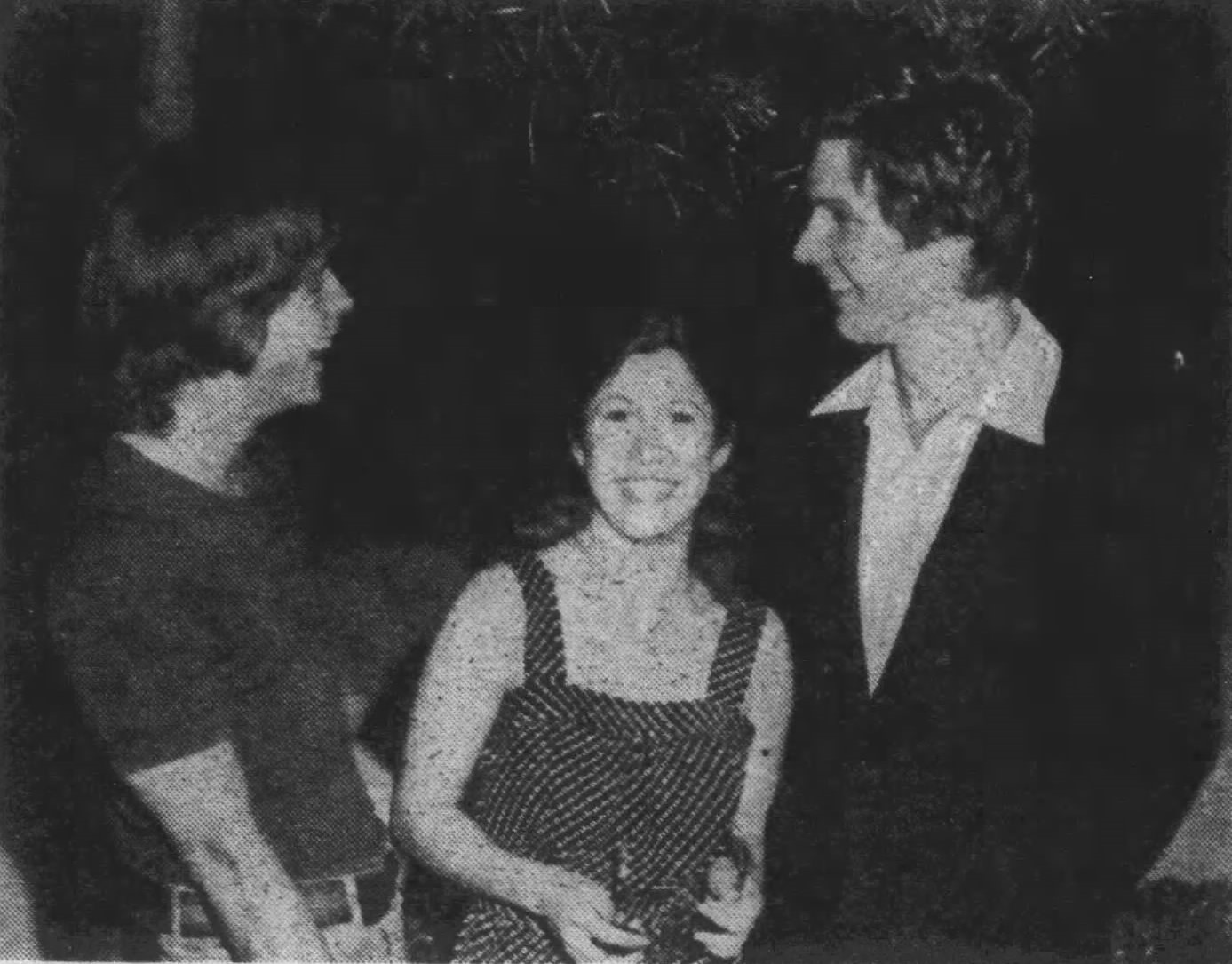
Ett tidningsurklipp från tidningen The Rock Island Argus 1977 med Mark Hamill, Carrie Fisher och Harrison Ford på en pressträff inför Stjärnornas krig (1977).

Förutom en liten roll i Apocalypse ersatte Ford, 1979, även Kris Kristofferson i huvudrollen i den romantiska krigsfilmen I skuggan av ett krig samt spelade en bankrånare med ett hjärta av guld i komediwestern The Frisco Kid tillsammans med Gene Wilder. Inför uppföljaren till Stjärnornas krig, Rymdimperiet slår tillbaka (1980) skrev både Hamill och Fisher kontrakt för fyra filmer. Ford däremot vägrade skriva på ett sådant avtal, men ville återvända som Han Solo då han inte var helt nöjd med sin insats i den första filmen och såg det som en chans till upprättelse. Även uppföljaren blev en stor framgång och anses av många kritiker vara den bästa i filmserien med sin mörkare ton. Den blev också banbrytande över sin cliffhanger och inom specialeffekter. Fords status som filmstjärna cementerades med rollen som arkeologen Indiana Jones i ett samarbete mellan Lucas och Steven Spielberg i äventyrsfilmen Jakten på den försvunna skatten (1981). Spielberg ville redan från början av arbetet med filmen ha med Ford som huvudrollen medan Lucas, som inte gillade att återanvände skådespelare, hellre ville arbeta med Tom Selleck. Men när Selleck så småningom var fast i sitt kontrakt med TV-serien Magnum så gav Lucas efter. Precis som Star Wars blev filmen en stor succé, det blev årets mest inkomstbringande film och dess populärkulturella intryck blev nästan lika stort som Star Wars.
Efter succén med Indiana Jones, letade Ford efter en roll med mer dramatiskt djup. Den fann han i huvudrollen som Rick Deckard i Ridley Scotts dystopiska science fiction film Blade Runner (1982). Jämfört med sina något lättare roller i Indiana Jones och Star Wars upplevde Ford rollen som Deckard mer ansträngande. Till tidningen Vanity Fair sade han: "Det var långt slitsamt. Jag fann det inte särskilt fysiskt svårt - men jag tyckte det var mentalt svårt". Ford och Scott hade också flera meningsskiljaktighet om rollens natur i flera decennium. Filmen var ingen framgång i början men blev med tiden en kultfilm med stor kulturell betydelse och anses vara Fords bästa roll i karriären. Att Ford inte skrev på ett fyra filmers avtal för Lucas och att Indiana Jones gjort honom till en ännu större filmstjärna gjorde det väldigt osäkert om Ford skulle återvända som Han Solo i den tredje delen av Stjärnornas krig, Jedins återkomst (1983). Det har berättats i efterhand av producenten Howard Kazanjian att karaktären frystes ned i slutet av föregångaren mycket på grund av Fords osäkerhet. Kazanjian arbetade även med Indiana Jones och lyckades där övertala Ford att återvända till rollen. Ford tyckte att Solo skulle dö av självuppoffring i filmen och i ett första utkast av manus fanns det en dödsscen. Lucas avfärdade sedan idén då han trodde det skulle påverka merchandise försäljningen.

### Mer Indiana Jones och kritikerrosade roller
Till skillnad från Star Wars-filmerna så skrev Ford gärna på ett kontrakt för att spela Indiana Jones i tre filmer och återvände i rollen till Indiana Jones och de fördömdas tempel (1984). Inför filmen ingick han i hård fysisk träning för att bli mer muskulös. Under inspelningen drabbades den då 40-åriga Ford av diskbråck och fick avbryta arbetet för att åka tillbaka till Los Angeles för en operation och tog inte upp filmningen förrän 6 veckor senare. Även den filmen skulle bli årets mest inkomstbringande film om än något sämre mottagande bland kritiker än föregångaren. Den blev också kontroversiell för sitt karikatyrporträtt av Indien vilket gjorde att filmen blev förbjuden i landet. Under resten av 1980-talet skulle Ford få möjlighet att visa upp sin mångsidighet som skådespelare. I Vittne till mord (1985) spelar han en polis som skyddar ett ungt amish-vittne. Både Ford och filmen blev kritikerrosade. Om Ford skrev filmkritikern Roger Ebert: "Han har aldrig gjort ett bättre framträdande i en film". Ford blev också Oscarsnominerad för Bästa manliga huvudroll. I samma kategori blev han även nominerad till en BAFTA och en Golden Globe.
Ford spelade sedan en familjefar som söker lyckan i ett annat land i Moskitkusten (1986) och en läkare i Frantic (1988). Han hade också huvudrollen bredvid Melanie Griffith och Sigourney Weaver i den romantiska komedin Working Girl (1988). För samtliga roller fick Ford mottaga hyllningar från kritiker. I både Vittne till mord och Moskitkusten fick Ford utveckla sin potential som en dramatisk skådespelare. I båda filmerna arbetade han med regissören Peter Weir och Ford har beskrivit arbetet som den bästa upplevelsen i hans karriär. Han repriserade sin roll som Indiana Jones i Indiana Jones och det sista korståget (1989) där Sean Connery gestaltade hans far. Även den filmen i filmserien blev årets mest inkomstbringande film och fick starka recensioner av kritiker. Ford fick 7 miljoner dollar i lön för sin roll i Misstänkt för mord (1990). Han fick sedan en stor roll i en tilltänkt film om arbetarprotester under 1930-talet som skulle heta Night Ride Down. Ford hoppade av när det gjordes för många ändringar i manuset vilket resulterade i att hela filmen lades ner.
Ford blev den andra skådespelaren att gestalta karaktären Jack Ryan från böckerna av Tom Clancy när han medverkade i Patrioter (1992). Ford tog över rollen från Alec Baldwin som spelat karaktären i Jakten på Röd Oktober (1990) och hade visat stort intresse för att fortsätta i rollen. Det resulterade i att Baldwin haft en långvarig bitterhet mot Ford då han menar att Ford hade förhandlat om rollen bakom hans rygg. Ford repriserade rollen redan med Påtaglig fara (1994) och däremellan medverkade han i Jagad (1993). Samtliga filmer blev stora finansiella och kritikerrosade succéer. Jagad blev även nominerad till 7 Oscars varav Fords motspelare Tommy Lee Jones vann för Bästa manliga biroll. Ford spelade än en gång huvudrollen i en romantisk komedi med Sabrina (1995), en nyinspelning av filmen med samma namn från 1954. Ford fortsatte för nästan av resten av 1990-talet synas i framgångsrika actionfilmer som En fiende ibland oss (1997), Air Force One (1997), Sex dagar sju nätter (1998) och Dolt under ytan (2000).

### Motgångar och mer Indiana Jones
Ford medverkade i slutet av 1990-talet och långt in i 2000-talet, nästan uteslutande i finansiellt misslyckade och dåligt mottagna filmer som Stulen lycka (1999), K-19: The Widowmaker (2002), Brottsplats Hollywood (2003) och Firewall (2006). Han avböjde även huvudrollen i Syriana (2005) vilken istället gick till George Clooney som belönades med både en Oscar och en Golden Globe för sin insats. Ford har ångrat beslutet och kommenterade: "Jag kände inte tillräckligt för sanningen i materialet och jag tror det var ett misstag." Innan dess hade han också avböjt en roll i Traffic (2000) som i slutändan gick till Michael Douglas. 19 år efter föregångaren återvände en 64-årig Ford till rollen som Indiana Jones i Indiana Jones och kristalldödskallens rike (2008). Han repriserade rollen till stora delar för att visa att åldrande inte är något dåligt i Hollywood och att en 64-åring fortfarande kunde göra actionscener. Han gjorde därför många av sina egna stunts själv, även om han i efterhand avslöjat att det också var för att stuntteknologin var mycket säkrare än 1989. Filmen fick till stora delar ett positivt mottagande och blev årets näst mest inkomstbringande film. Ford sade senare att han kunde tänka sig göra en uppföljare "om det inte tog 20 år att smälta".

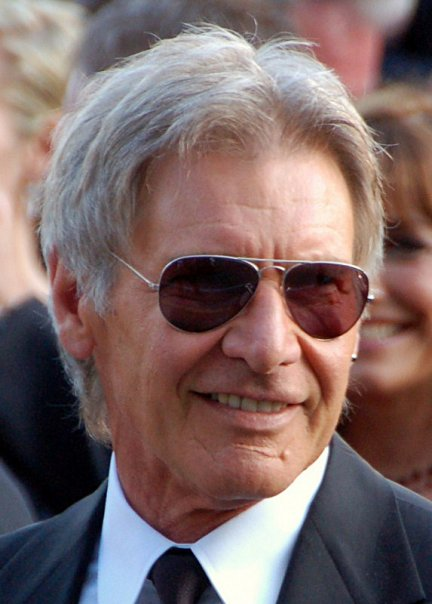
Harrison Ford på Cannes filmfestival 2008.

Ford medverkade i kriminaldramat Crossing Over (2009) tillsammans med Ray Liotta och Ashley Judd. Filmen blev drabbad av förseningar och hot från producenten Harvey Weinstein som klippte ner filmen med 30 minuter. Filmen fick begränsade biovisningar och gick i de flesta länder direkt till DVD. Den blev både sågad och ett finansiellt misslyckande. Han syntes samma år i en kort cameo i Sacha Baron Cohens mockumentär Brüno och var en av få medverkande som visste om vad han blev utsatt för. Han medverkade sedan i ytterligare två kritiska och finansiella besvikelser med Extraordinary Measures (2010) och Morning Glory (2010). Fords insats i Morning Glory skulle dock bli kritikerrosad. Han medverkade sedan tillsammans med Daniel Craig och Olivia Wilde i sciencefiction western Cowboys & Aliens (2011). Regissören Jon Favreau anlitade Ford och Craig för att filmen inte skulle framstå som alldeles för komisk, med tanke på att filmen handlar om precis vad den heter. Det var också viktigt för Favreau att Ford fick rätt sorts hatt så han inte blev förknippad med Indiana Jones med förhoppningen att se lika ikonisk ut. För att marknadsföra filmen hölls det en panel med skådespelarensemblen på Comic Con i San Diego där Ford blev mycket väl mottagen av publiken på ett sätt som överraskade honom. "Jag ville bara överleva som skådespelare, jag visste inte om detta!" sade han till publiken.
År 2013 inledde Ford en trend med att spela mer mångsidiga biroller. Han syntes det året i inte mindre än fyra filmer däribland Paranoia tillsammans med Liam Hemsworth, Gary Oldman och Amber Heard. Filmen blev brutalt sågad av kritiker och drog inte ens in sina produktionskostnader. Även science fiction filmen Ender's Game skulle få mestadels dåligt mottagande från kritiker där han syntes tillsammans med Asa Butterfield, Viola Davis och Ben Kingsley. Filmen förlorade även 68 miljoner dollar. I den biografiska sportfilmen 42 spelar han ägaren av baseboll laget Brooklyn Dodgers och medverkar sidan om Chadwick Boseman och Nicole Beharie. Filmen blev kritikerrosad. Även Ford och Boseman blev hyllade för sina insatser. I komedin Anchorman 2: The Legend Continues spelar han TV-chefen Mack Tannen bredvid Will Ferrell, Christina Applegate, Steve Carell och Paul Rudd. Även den fick positivt mottagande från kritiker. Året efter hade han också en liten roll i actionfilmen The Expendables 3 bredvid Sylvester Stallone, Jason Statham, Antonio Banderas och Dolph Lundgren.

### Mer Star Wars Blade Runner och Indiana Jones
Ford medverkade tillsammans med Blake Lively i den romantiska fantasy filmen The Age of Adaline (2015). Filmen fick ett blandat mottagande från kritiker men både Ford och Lively skulle bli hyllade för sina framträdanden. Kritikern Roger Ebert skrev om Ford: "Fords röst – alltid djup, en oktav lägre genom åldern och ytterligare en över Williams [karaktärens namn i filmen] längtan – är ännu mer kraftfull än den förödande synen i hans ansikte. Detta är Fords bästa roll sedan Jagad, kanske sedan Vittne till mord." Ford repriserade sin roll som Han Solo i Star Wars: The Force Awakens (2015) som precis som föregångarna blev extremt framgångsrik bland både kritiker och publik. Den drog in 2 miljarder dollar och slog flera rekord. Under inspelningen slog en dörr igen på honom vilket gav honom en fraktur i vristen. Man fick möblera om i schemat och göra om somliga scener så man bara såg Ford ovanför höften. Ford fick en dödsscen med Han Solo vilket blev filmens stora samtalsämne. När reportrar frågade Ford om Solo kunde komma tillbaka svarade han: "Allt är möjligt i rymden". Han gjorde sedan en okrediterad cameo som en synvila i Star Wars: The Rise of Skywalker (2019).

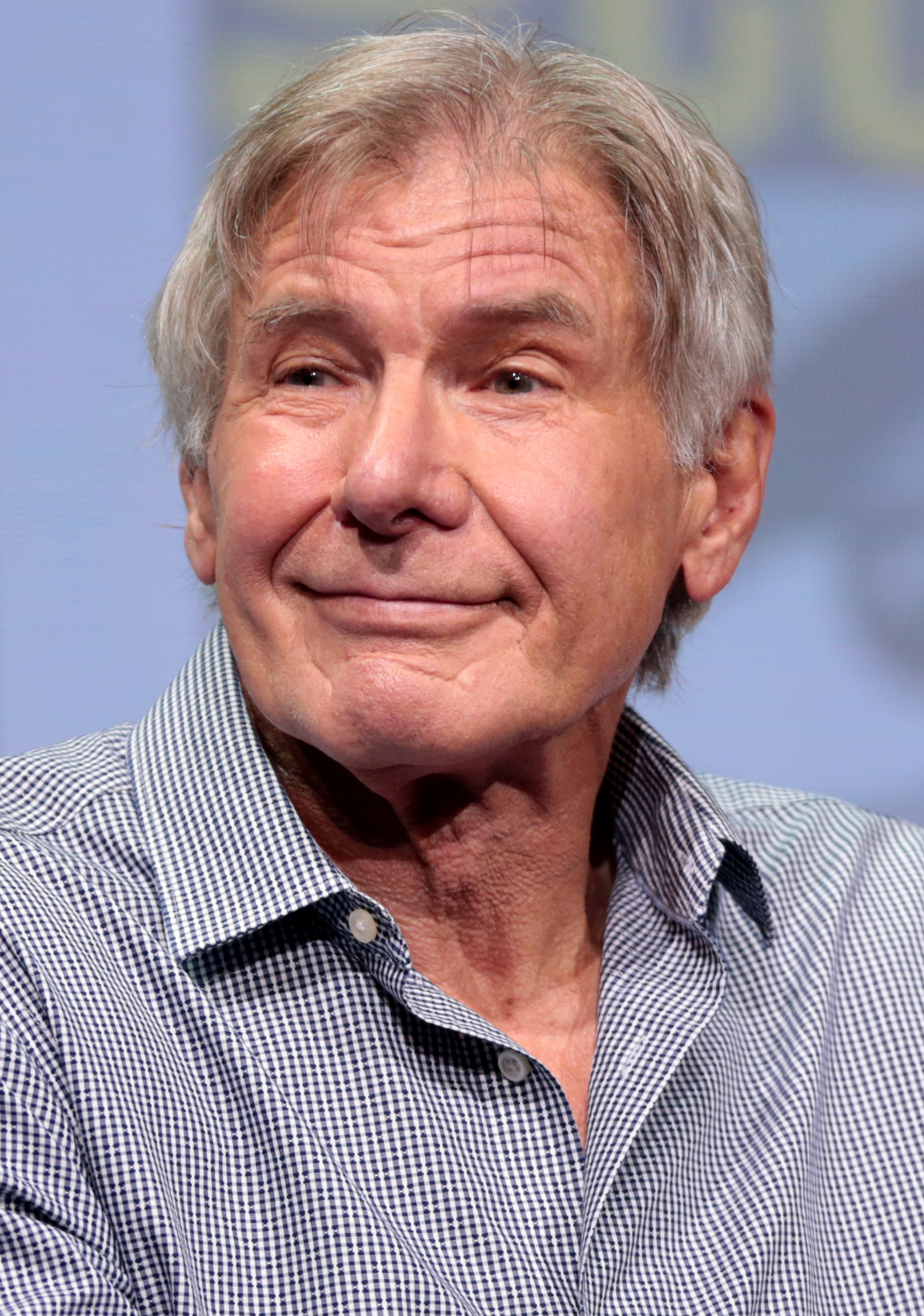
Harrison Ford på en panel inför Blade Runner 2049 på San Diego Comic Con 2017.

Ford repriserade även sin roll som Rick Deckard i Blade Runner 2049 (2017) nu regisserad av Denis Villeneuve. Både filmen och Fords insats blev kritikerrosade. Scott Collura på IGN kallade filmen för en: "djup, välfylld, smart film som är visuellt fantastisk och full av bra sci-fi koncept". Om Ford skrev han: "en tystlåten, magslitande tolkning av Deckard och vad han måste ha gått igenom de senaste tre decceniumen. Ford gjorde sedan sin första röstroll som hunden Rooster i den animerade Husdjurens hemliga liv 2 (2019). En femte film om Indiana Jones skulle samtidigt börja filmas, men då inspelningen blev uppskjuten med ett år gjorde han istället rollen som John Thornton i Jack London adaptionen av The Call of the Wild – Skriet från vildmarken (2020). Filmen fick ett blandat mottagande och skulle få en kort period på biograferna då covid-19-pandemin slog till. Ford blev också nominerad till en Golden Raspberry Award för Sämsta filmkombination tillsammans med "den där konstgjorda CGI-hunden".
Ford medverkade tillsammans med Helen Mirren i TV-serien 1923 (2022-2025) som var en prequel till serien Yellowstone (2018-2024). Han medverkade också i komediserien Shrinking. Båda serierna fick ett positivt bemötande och skulle hylla Ford. Båda rollerna hade han accepterat utan att ha sett manus. Efter många förseningar och en pandemi repriserade han rollen som Indiana Jones i Indiana Jones and the Dial of Destiny (2023) och var tydlig med i intervjuer att det var sista gången han porträtterade arkeologen. Det var, trots Harrisons Fords ålder på 78 år under inspelningen, bestämt att karaktären inte skulle få en ny skådespelare. Ford sade: "Jag är Indiana Jones. När jag är borta, så är han borta." Ford fick mellan 10 och 12 miljoner dollar i lön. Filmen fick ett bra mottagande från kritiker som skulle fokusera på Fords insats. Hos biopubliken gick den sämre och uppskattades gå med förlust på 143 miljoner dollar.
Ford ersatte skådespelaren William Hurt som avled 2022, för rollen som Thaddeus "Thunderbolt" Ross i Captain America: Brave New World (2025). Han tog rollen utan att se manus för han uppskattade Hurt som skådespelare och som ett tillfälle att hedra honom.

## Privatliv
Ford har varit gift tre gånger och har fyra biologiska barn och ett adoptivbarn. Han var gift med Mary Marquardt mellan 1964 och 1979. De fick två söner födda 1966 och 1969. Tillsammans med den äldre sonen äger de en restaurang på Los Angeles International Airport. Den yngre sonen äger också företag men även en teater. Ford gifte sig 1983 med manusförfattaren Melissa Mathison. De separerade år 2000 och skilde sig 2004. De fick en son 1987 och en dotter 1990. Mathison avled 2015.

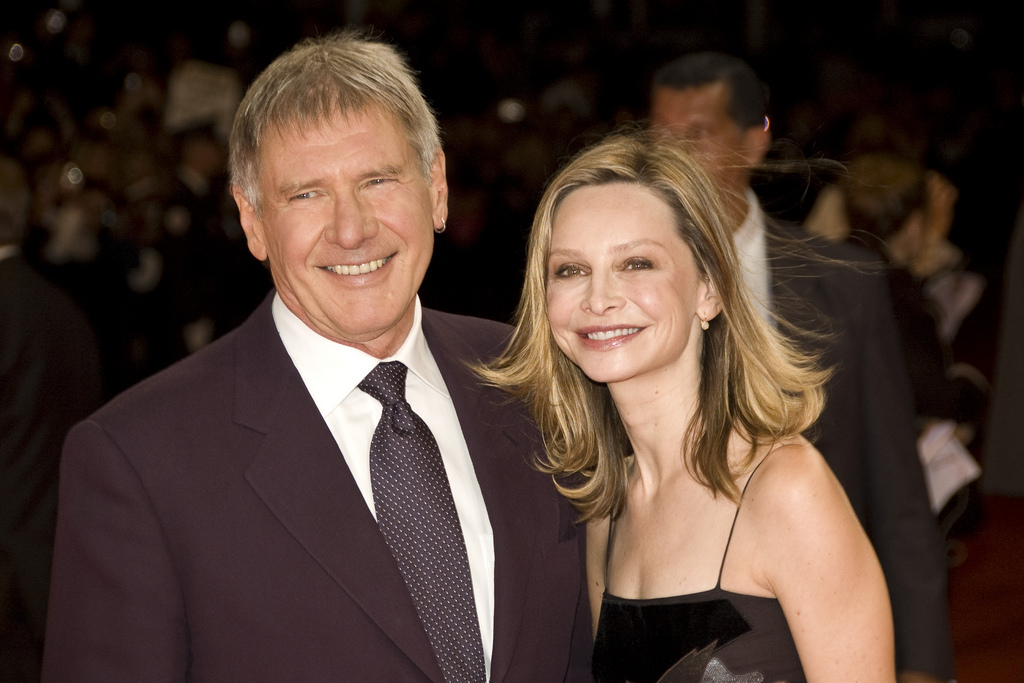
Ford och Calista Flockhart på Deauville American Film Festival, 2009.

Ford träffade skådespelaren Calista Flockhart på Golden Globes-galan 2002. Paret förlovade sig på alla hjärtans dag 2009 och gifte sig 2010 i Santa Fe i New Mexico under Fords inspelning av Cowboys & Aliens (2011). De är föräldrar till en son född 2001 som Flockhart adopterat innan hon träffade Ford. Ford och Lockhart bor på en 320 hektar stor ranch i Jackson i Wyoming, där Ford har bott sedan 1980-talet. Halva marken har han donerat som naturreservat. De har även ett hus i Brentwood i Los Angeles. Ford anses vara en av de mest privata skådespelarna då han skyddar sitt privatliv.
Carrie Fisher skrev 2016 i sin biografi The Princess Diarist, att hon och Ford hade ett tre månader lång otrohetsaffär 1976 medan de spelade in Stjärnornas krig.
År 2023 kommenterade Ford sin föräldraroll med orden: "Låt mig säga så här; om jag vore mindre framgångsrik, hade jag antagligen varit en bättre förälder."

### Pilot
Ford är en licenserad pilot för flygplan med fasta vingar och helikopter. Han har under flera tillfällen agerat som nödhjälp åt myndigheterna i Wyoming. Minst en vandrare har han hjälpt då denna drabbats av uttorkning. Hon kräktes i helikoptern och visste inte att det var Ford som flög. Hon ska senare ha sagt: "Jag kan inte tro att jag kräktes i Harrison Fords helikopter!"

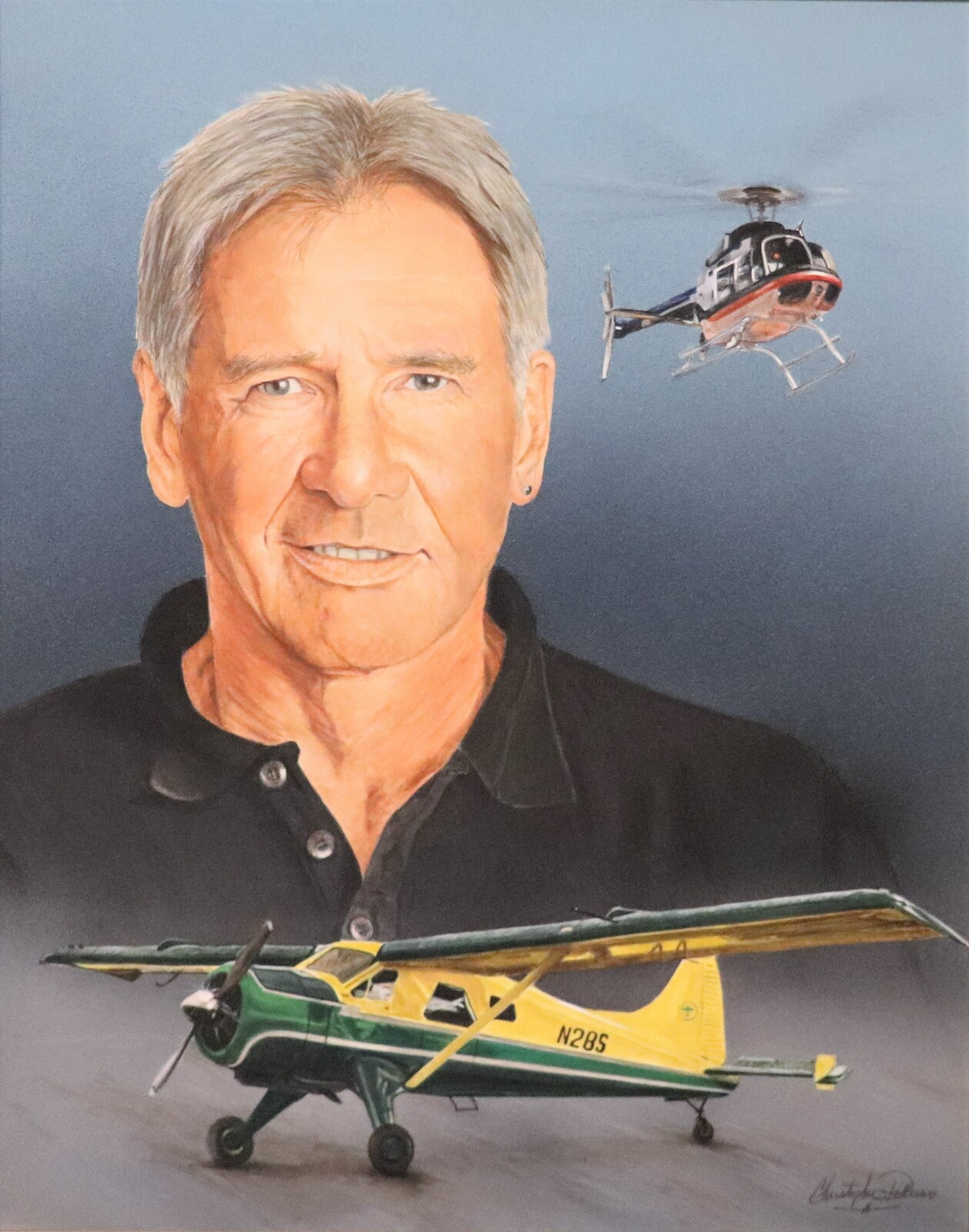
Ett porträtt av Harrison Ford som hänger på San Diegos Air and Space Museum.

Ford började med flyglektioner redan på 1960-talet i Wild Rose i Wisconsin med ett Piper PA-20 Pacer. För Ford på den tiden var 15 dollar i timmen för lektioner alldeles för dyrt för att fortsätta. I mitten av 1990-talet köpte han ett begagnat plan av modellen Gulfstream II och frågade sin pilot Terry Bender om inte han kunde ge honom privatlektioner. Flyglektionerna gjordes i en Cessna 182 Skylane och sin första soloflygning gjorde han senare i en Cessna 206.
Fords flygplan står parkerade i Santa Monica Airport medan hans helikopter av modellen Bell 407 står på hans ranch i Jackson, Wyoming. Fords favorit av sina flygplan och det plan han flyger mest är av modellen de Havilland Canada DHC-2 Beaver. Han har ofta pratat om att ljudet av motorn är det han gillar mest. Enligt Ford har flygplanet används av CIA under uppdrag och lämnats tillbaka med kulhål.
Mellan 2004 och 2009 var Ford ordförande för organisationen Young Eagles, en organisation som låter barn mellan 8 och 17 år få flyga med erfarna (gärna kända) piloter och lära sig mer om flygning. Han flög över 280 barn i sin DHC-2 Beaver, som har plats för en pilot och fem barn. Den som ersatte Ford som ordförande var Chesley Sullenberger. Ford är fortsatt involverad i Young Eagles och 2016 flög han med organisationens andra miljonte barn.
Ford medverkar också i reklamer för kampanjen General Aviation Serves America. Han har synts i flera flygdokumentärer som Wings Over the Rockies (2009), Flying the Feathered Edge: The Bob Hoover Project (2014), och Living in the Age of Airplanes (2015). Han är också heders styrelsemedlem i den huminitära hjälporganisationen Wings of Hope och har flugit flera gånger till Washington D.C. för att kämpa för piloters rättigheter. Han har också gjort flera stora donationer till olika välgörenheter kopplade till flygning.

### Politisk åskådning
Precis som sina föräldrar är Ford en livslång demokrat. 1995 vittnade han inför senaten till support för Dalai Lama och ett självständigt Tibet. Han var berättarröst i dokumentären Dalai Lama Renaissance (2007).
2003 fördömde han Irakkriget och krävde ett regimskifte i USA. Han kritiserade samtidigt Hollywood för att de gjorde filmer som "påminde mer om videospel än historier om människor och relationer". Han vill också ha hårdare vapenlagar i USA.
När presidenten Donald Trump sade att hans favoritfilm med Harrison Ford var Air Force One (1997) för att "han stod upp för Amerika" svarade Ford med att det bara var en film och gjorde kritiska uttalanden om Trump. Ford uppmanade också folk att rösta på kandidater som stödjer miljön. Han sade också att: "under Trumps ledarskap har USA förlorat sin trovärdighet i världen". Tillsammans med Mark Hamill arbetade Ford med den republikanska anti-Trump organisationen The Lincoln Project och deltog i en reklam där de attackerade Trumps nedsättande uttalanden om den amerikanska stadsepidemologen Anthony Fauci.

### Miljöaktivism
Ford är vice ordförande i organisationen Conservation International, en amerikansk ideel verksamhet vars avsikt är att skydda naturen. Sedan 1992 har Ford lånat ut sin röst till flera kampanjer från organisationen EarthShare. Han är också talesman för den ideela organisationen Restore Hetch Hetchy som vill återställa området Hetch Hetchy Valley i Yosemite nationalpark till dess ursprungliga skick. Ford medverkade även i dokumentärserien Years of Living Dangerously (2016) som rapporterar om hur människor påverkas av klimatförändringar.
För sitt arbete som vice ordförande i Conservation International hedrade insektsforskaren Edward O. Wilson Ford 2002, genom att döpa en ny myr-art till Pheidole harrisonfordi. Den amerikanske araknologen Norman Platnick döpte 1993 en nyligen upptäckt kalifornisk spindel, Calponia harrisonfordi, efter Ford. Även en nyupptäckt art av trädgårdssnok 2023, Tachymenoides harrisonfordi, är döpt efter Harrison Ford.
När Ford 2013 filmade en dokumentär i Indonesien som berörde Tesso Nilo Nationalpark i Sumatra intervjuade de skogsbruksministern Zulkifli Hasan. Efter intervjun blev Ford och filmbesättningen anklagade för att "trakassera statliga institutioner" och blev hotade med att bli deporterade. Ministern påstod också att han inte hade mottagit frågorna i förväg så han inte hann förbereda sig angående frågor om illegala bokföringar. Ford fick istället intervjua presidenten Susilo Bambang Yudhoyono framför publik. Där uttrykte Ford en oro över landets försämring inom miljö och hur regeringen bemöter klimatförändringar. Presidenten redovisade för Indonesiens engagemang för att bevara deras skog och hav.
Ford gav ett passionerat tal 2019 under Förenta Nationernas Climate Action möte i New York angående avskogningen av Amazonas regnskog och effekterna det har på klimatförändringar och resten av världen. Ford uppmanade publiken att lyssna på "unga arga människor" som försöker göra skillnad och betonade: "Det viktigaste vi kan göra för dem att är att flytta på oss".
Efter framgångarna med arkeologen Indiana Jones så är Ford också engagerad för professionella arkeologer. Han är generalförvaltare för organisationen Archaeological Institute of America. Ford hjälper dem i uppgifter som att öka allmänhetens kunskaper om arkeologi och att förhindra illegal handel med antikviteter.

## Filmografi
| År   | Filmtitel                                                | Roll                                   | Noteringar |
| ---- | -------------------------------------------------------- | -------------------------------------- | --- |
| 1966 | Storslam i Los Angeles                                   | Bellhop Pager                          | Okrediterad |
| 1967 | Han red för att hämnas                                   | Lt Shaffer                             | Krediterad som Harrison J. Ford |
| 1967 | I k-ä-ä-ä-raste laget                                    | Irate Motorist                         | Okrediterad |
| 1968 | Helvetets utpost                                         | Willie Bill Bearden                    | |
| 1970 | Zabriskie Point                                          | Arrested Student                       | Okrediterad |
| 1970 | Getting Straight                                         | Jake                                   | |
| 1970 | The Intruders                                            | Carl                                   | TV-film |
| 1973 | Sista natten med gänget                                  | Bob Falfa                              | |
| 1974 | Avlyssningen                                             | Martin Stett                           | |
| 1975 | Judgment: The Court Martial of Lieutenant William Calley | Frank Crowder                          | TV-film |
| 1976 | Dynasty                                                  | Mark Blackwood                         | TV-film |
| 1977 | The Possessed                                            | Paul Winjam                            | TV-film |
| 1977 | Hjältar                                                  | Ken Boyd                               | |
| 1977 | Stjärnornas krig                                         | Han Solo                               | Nominerad — Saturn Award för bästa skådespelare |
| 1978 | Stjärnornas krig och fred                                | Han Solo                               | TV-film |
| 1978 | Styrka 10 från Navarone                                  | Lt. Col. Mike Barnsby                  | |
| 1979 | I skuggan av ett krig                                    | David Halloran                         | |
| 1979 | Apocalypse                                               | Colonel G. Lucas                       | Cameo |
| 1979 | The Frisco Kid                                           | Tommy                                  | |
| 1979 | Festen är över                                           | Bob Falfa                              | Okrediterad |
| 1980 | Rymdimperiet slår tillbaka                               | Han Solo                               | |
| 1981 | Jakten på den försvunna skatten                          | Indiana Jones                          | Saturn Award för bästa skådespelare |
| 1982 | Blade Runner                                             | Rick Deckard                           | |
| 1983 | Jedins återkomst                                         | Han Solo                               | |
| 1984 | Indiana Jones och de fördömdas tempel                    | Indiana Jones                          | Nominerad — Saturn Award för bästa skådespelare |
| 1985 | Vittne till mord                                         | John Book                              | Nominerad — Oscar för bästa manliga huvudroll Nominerad — Golden Globe Award för bästa manliga huvudroll – drama Nominerad — BAFTA Award för bästa manliga huvudroll                      |
| 1986 | Moskitkusten                                             | Allie Fox                              | Nominerad — Golden Globe Award för bästa manliga huvudroll – drama |
| 1988 | Frantic                                                  | Dr. Richard Walker                     | |
| 1988 | Working Girl                                             | Jack Trainer                           | |
| 1989 | Indiana Jones och det sista korståget                    | Indiana Jones                          | Nominerad — Saturn Award för bästa skådespelare |
| 1990 | Misstänkt för mord                                       | Rozat 'Rusty' Sabich                   | |
| 1991 | Fallet Henry                                             | Henry Turner                           | |
| 1992 | Patrioter                                                | Jack Ryan                              | |
| 1993 | Jagad                                                    | Dr. Richard Kimble                     | MTV Movie Award för bästa filmpar (delad med Tommy Lee Jones) Nominerad — Golden Globe Award för bästa manliga huvudroll – drama Nominerad — MTV Movie Award för bästa manliga prestation |
| 1994 | Påtaglig fara                                            | Jack Ryan                              | |
| 1995 | Sabrina                                                  | Linus Larrabee                         | Nominerad — Golden Globe Award för bästa manliga huvudroll − musikal eller komedi |
| 1997 | En fiende ibland oss                                     | Tom O'Meara                            | |
| 1997 | Air Force One                                            | President James Marshall               | Nominerad — MTV Movie Award för bästa fight (delad med Gary Oldman) |
| 1998 | Sex dagar sju nätter                                     | Quinn Harris                           | |
| 1999 | Stulen lycka                                             | Dutch Van Den Broeck                   | |
| 2000 | Dolt under ytan                                          | Norman Spencer                         | |
| 2002 | K-19: The Widowmaker                                     | Capt. Alexei Vostrikov                 | |
| 2003 | Brottsplats Hollywood                                    | Sgt. Joe Gavilan                       | |
| 2004 | Water to Wine                                            | Jethro the Bus Driver                  | Kortfilm |
| 2006 | Firewall                                                 | Jack Stanfield                         | |
| 2008 | Indiana Jones och kristalldödskallens rike               | Indiana Jones                          | Nominerad — Saturn Award för bästa skådespelare |
| 2009 | Crossing Over                                            | Max Brogan                             | |
| 2009 | Brüno                                                    | Sig själv                              | Okrediterad cameo |
| 2010 | Extraordinary Measures                                   | Dr. Stonehill                          | |
| 2010 | Morning Glory                                            | Mike Pomeroy                           | |
| 2011 | Cowboys & Aliens                                         | Woodrow Dolarhyde                      | Nominerad — Saturn Award för bästa manliga biroll |
| 2013 | 42                                                       | Branch Rickey                          | Nominerad — Satellite Award för bästa manliga biroll i en film |
| 2013 | Paranoia                                                 | Jock Goddard                           | |
| 2013 | Ender's Game                                             | Colonel Graff                          | |
| 2013 | Anchorman 2: The Legend Continues                        | Mack Tannen                            | |
| 2014 | The Expendables 3                                        | Max Drummer                            | |
| 2015 | The Age of Adaline                                       | William Jones                          | |
| 2015 | Star Wars: The Force Awakens                             | Han Solo                               | |
| 2017 | Blade Runner 2049                                        | Rick Deckard                           | |
| 2019 | Husdjurens hemliga liv 2                                 | Rooster                                | Röstroll |
| 2019 | Star Wars: The Rise of Skywalker                         | Han Solo                               | Okrediterad cameo |
| 2020 | The Call of the Wild – Skriet från vildmarken            | John Thornton                          | Nominerad – Golden Raspberry Awards för sämsta filmkombination. |
| 2023 | Indiana Jones and the Dial of Destiny                    | Indiana Jones                          | |
| 2025 | Captain America: Brave New World                         | Thaddeus "Thunderbolt" Ross / Red Hulk | |

### TV
| År        | Titel                      | Roll                                 | Notering                                                    |
| --------- | -------------------------- | ------------------------------------ | ----------------------------------------------------------- |
| 1967      | Mannen från Virginia       | Ung Rancher / Cullen Tindall         | 2 avsnitt                                                   |
| 1967      | Brottsplats: San Francisco | Tom Stowe                            | Avsnitt: "The Past Is Prologue"                             |
| 1969      | My Friend Tony             | Sig själv                            | Avsnitt: "The Hazing"                                       |
| 1969      | The F.B.I.                 | Everett Giles / Glen Reverson        | 2 avsnitt                                                   |
| 1969      | Love, American Style       | Roger Crane                          | Avsnitt: "Love and the Former Marriage"                     |
| 1971      | Dan August                 | Hewett                               | Avsnitt: "The Manufactured Man"                             |
| 1972-1973 | Krutrök                    | Hobey / Print                        | 2 avsnitt                                                   |
| 1974      | Kung Fu                    | Mr. Harrison                         | Avsnitt: "Crossties"                                        |
| 1974      | Petrocelli                 | Tom Brannigan                        | Avsnitt: "Edge of Evil"                                     |
| 1993      | Indiana Jones äventyr      | Dr. Henry Walton "Indiana" Jones Jr. | Avsnitt: "Young Indiana Jones and the Mystery of the Blues" |
| 1997      | Frontline                  | Berättare                            | Avsnitt: "The Lost American"                                |
| 2014      | Nature Is Speaking         | Havet                                | Röstroll, avsnitt: "The Ocean"                              |
| 2022-2025 | 1923                       | Jacob Dutton                         | 16 avsnitt                                                  |
| 2023-     | Shrinking                  | Dr. Paul Rhodes                      | 22 avsnitt                                                  |

### Dokumentärer
| År   | Titel                                                | Roll                                          |
| ---- | ---------------------------------------------------- | --------------------------------------------- |
| 1995 | The World of Jacques Demy                            | Sig själv                                     |
| 1996 | The Immortal Beaver                                  | Sig själv                                     |
| 2004 | Empire of Dreams: The Story of the Star Wars Trilogy | Sig själv                                     |
| 2007 | Dalai Lama Renaissance                               | Berättare                                     |
| 2013 | Drew: The Man Behind the Poster                      | Sig själv                                     |
| 2013 | Milius                                               | Sig själv                                     |
| 2014 | Flying the Feathered Edge: The Bob Hoover Project    | Sig själv                                     |
| 2015 | Living in the Age of Airplanes                       | Berättare                                     |
| 2017 | Toxic Puzzle - Hunt for the Hidden Killer            | Berättare                                     |
| 2017 | Spielberg                                            | Sig själv                                     |
| 2017 | Joan Didion: The Center Will Not Hold                | Sig själv                                     |
| 2019 | Armstrong                                            | Berättare (med ord skrivna av Neil Armstrong) |
| 2024 | Saving Sakic                                         | Sig själv                                     |

## Priser och utmärkelser
- "Lifetime Achievement Award" vid Saturn Award-galan 1996
- "Life Achievement Award" av American Film Institute år 2000
- "Cecil B. DeMille Award" vid Golden Globe-galan 2002
- En stjärna på Hollywood Walk of Fame 2003
- "Honorary César" vid Césarprisgalan 2010